# Шадрино (Воскресенський район)
Шадрино (рос. Шадрино) — присілок в Воскресенському районі Нижньогородської області Російської Федерації.
Населення становить 251 особу. Входить до складу муніципального утворення Владимирська сільрада.

## Історія
Від 2009 року входить до складу муніципального утворення Владимирська сільрада.

## Населення
| 1999 | 2002 | 2010 |
| ---- | ---- | ---- |
| 303  | ↘266 | ↘251 |